# Ota Hofman
Ota Hofman (10. dubna 1928 Praha – 17. května 1989 Praha) byl český spisovatel a scenárista, autor zejména knížek pro děti a scénářů k filmům pro děti a mládež. Nejznámějšími byly filmy a seriály o panu Tau, Návštěvníci či sci-fi film Odysseus a hvězdy.

## Život
Své dětství strávil jednak v rodné Praze na Žižkově a také u dědečka v Bohdašíně v Podkrkonoší. Později vystudoval obchodní akademii (otec byl obchodním cestujícím), maturoval v roce 1948. První jeho práce otiskl časopis Středoškolák v roce 1945 a psal do něj řadu let. Zkusil pokračovat rok na právech, pak přestoupil na studia na Filmové fakultě Akademie múzických umění, zvolil si obory scenáristika a dramaturgie. Po ukončení studií se pustil do filmování, byl scenáristou Filmového studia Barrandov, později zde působil jako dramaturg skupiny filmů pro děti a mládež. Mnohá z jeho děl se stala velmi populární i ve světě, zejména seriál o panu Tau. Jeho knihy byly přeloženy do 15 jazyků. Při filmové tvorbě spolupracoval zejména s Jindřichem Polákem. Byl scenáristou více než 30 celovečerních filmů a řady televizních seriálů. Mnohé z filmů získaly řadu mezinárodních ocenění. Řada jeho pohádek se prolíná s žánrem sci-fi. Pod pseudonymem Ota Dvorský mu vyšly dvě detektivky.
Od 1988 byl předsedou Československé národní sekce Mezinárodního sdružení pro dětskou knihu (IBBY).

### Osobní život
V roce 1950 se oženil (manželka Irena), narodila se jim dcera Irena a později syn Otto.

### Ocenění
V roce 1979 mu byl udělen titul zasloužilý umělec, v roce 1989 i titul národní umělec. Za tvůrčí činnost mu bylo v roce 1978 uděleno čestné občanství města Ostrova. V roce 2004 při příležitosti oslav 650 let obce Kostelní Lhota obdržel také její čestné občanství (in memoriam); v obci často pobýval u rodičů a krátkou dobu i chodil do školy.

## Dílo

### Scénáře filmů
- Jestřáb kontra Hrdlička, 1952
- Punťa a čtyřlístek, 1952
- Honzíkova cesta, 1956
- Matůš
- Zpívající pudřenka, 1960
- Pohádka o staré tramvaji, 1962
- Anička jde do školy, 1962
- Odysseus a hvězdy, 1976 (později i kniha)

### Televizní scénáře
- Pan Tau, 33dílný seriál pro děti z let 1970–1979 s německou spoluúčastí
- Návštěvníci, 15dílný sci-fi seriál
- Chobotnice z II. patra, 1986, dětský seriál s prvky sci-fi

### Literární tvorba

#### Pohádky
- Pohádka o staré tramvaji, 1961
- Klaun Ferdinand a raketa, 1965
- Hodina modrých slonů, 1969
- Pan Tau a tisíc zázraků, 1974
- Lucie, postrach ulice , 1980

#### Sci-fi
- Odysseus a hvězdy, 1976
- Čtvrtý rozměr, 1970, detektivka s prvky sci-fi

#### Ostatní díla
- Králíci ve vysoké trávě, 1962
- Útěk, 1966
- Cesta na planetu Mikymaus, 1969
- Červená kůlna, 1974